# Bitwa pod Kremmer Damm (1412)
Bitwa na Grobli Kremskiej (Kremmer Damm) - starcie zbrojne między siłami burgrabią norymberskim Fryderykiem I (przyszłym elektorem brandenburskim) a książętami szczecińskimi Ottonem II i Kazimierzem V, do którego doszło 24 października 1412.
W roku 1412 książę szczeciński Świętobor I (ojciec Ottona i Kazimierza) został uznany przez część szlachty marchijskiej za suwerena. W tym samym roku książęta szczecińscy włączyli się do walki z burgrabią Fryderykiem I Hohenzollernem, który zamierzał przejąć wszystkie dawne ziemie Marchii Środkowej (ówczesna nazwa Marchii Brandenburskiej). Fryderyk liczył na pomoc księcia wołogoskiego Warcisława VIII (nie otrzymał jej). Świętobor nie zamierzał rezygnować z władzy na nabytych terenach, zgodził się też poprzeć opozycję brandenburską. W październiku 1412 r. wojsko szczecińskie pod wodzą Kazimierza V i Kaspara Gansa (rycerza z opozycji brandenburskiej) wkroczyło na ziemię barnimską dla wsparcia opozycji sprzeciwiającej się rządom Fryderyka (udział w bitwie starszego z synów Świętobora, Ottona II, nie jest pewny).  
Do bitwy doszło w dzień Św. Kolumbana 24 października 1412 na Grobli Kremskiej (Kremmer Damm) w pobliżu miasta Kremmen. Siły frankońskie Fryderyka I (nie brał on udziału w bitwie) pod dowództwem starosty Marchii i Frankonii Johanna hrabiego Hohenlohe poniosły klęskę. Hrabia poniósł śmierć w bitwie, a z nim dwaj inni frankońscy dowódcy: Philipp von Utenhofen (śmiertelnie ranny) i Kraft von Lentersheim (utopił się, zepchnięty z grobli).  
Po bitwie działania wojenne wstrzymano, a 16 grudnia 1415 r. Fryderyk I zawarł z książętami szczecińskimi i wołogoskimi traktat pokojowy (Neustädter Vertrag), w którym rozstrzygnięto o dalszych losach Marchii Wkrzańskiej oraz o pokojowym regulowaniu sporów w przyszłości. 
Na miejscu śmierci hrabiego Hohenlohe, przy drodze łączącej Kremmen i Sommerfeld, mieszkańcy Kremmen wznieśli drewniany krzyż, odnowiony w 1660 za Wielkiego Elektora i zamieniony na żelazny w XIX w. z inicjatywy króla Fryderyka Wilhelma IV.
Niemiecki pisarz Theodor Fontane wspomniał o bitwie w pochodzącym z 1889 V tomie swojej powieści Wanderungen durch die Mark Brandenburg (Wędrówki po Marchii Brandenburskiej) pt. Fünf Schlösser (Pięć zamków). 18 sierpnia 1912 uroczyście obchodzono 500-lecie bitwy.